# 코스피

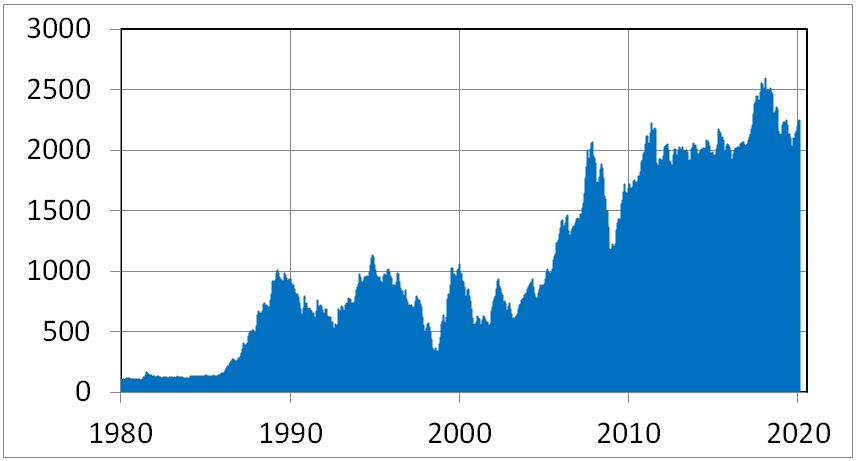
1980년 이후 코스피 추이

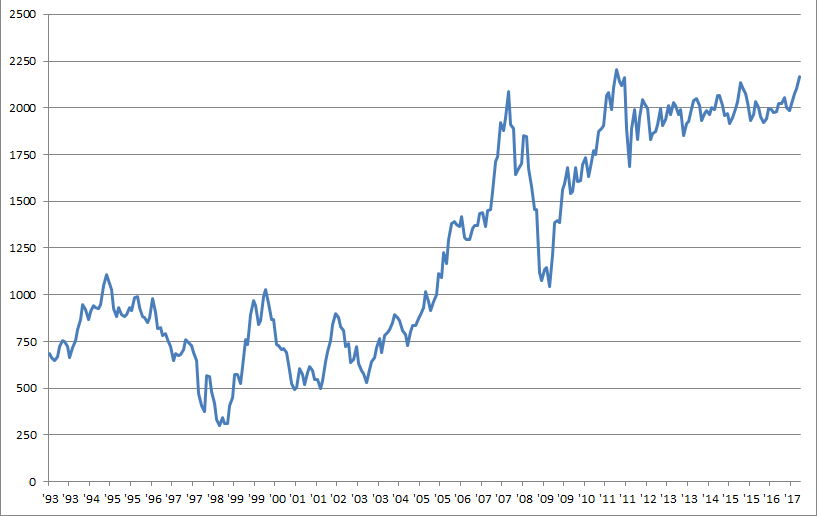
1993~2017년 월별 코스피 추이

코스피(KOrea Composite Stock Price Index, KOSPI) 또는 한국종합주가지수(韓國綜合株價指數)는 한국거래소의 유가증권시장에 상장된 회사들의 주식에 대한 총합인 시가총액의 기준시점과 비교시점을 나타낸 지표이다. 원래 명칭은 종합주가지수였으나, 2005년 11월 1일부터 현재 이름으로 바꾸어 사용하고 있다.

## 지수의 산출
현재 기준의 코스피 지수는 1983년 1월 4일에 1980년 1월 4일 기준 100으로 소급하여 산출되기 시작했다. 1980년 1월 4일의 시가총액을 분모로 하고, 산출시점의 시가총액을 분자로 하여 지수화한 것으로 그 산식은 다음과 같다. (a: 비교시점의 시가총액, b: 기준시점의 시가총액)
```
코스피 지수 = 

  

    

      

        

          

            
a

            
b

          

        

      

    

    
{\displaystyle {\frac {a}{b}}}

  

 X 100
```

한편 지수를 산출할 때 연속성을 유지하기 위하여 유가증권시장 상장종목 중 유·무상증자, 주식배당, 합병 등에 의해 주가에 락(落)이 발생하거나 상장주식수에 변동이 있는 경우에는 기준시가총액과 비교시가총액을 수정한다.

### 지수 산식의 변화
- 1964년 1월 4일~1972년 1월 3일: 다우존스식 주가평균을 지수화하여 산출
- 1972년 1월 4일~1983년 1월 3일: 한국종합주가지수 사용
- 1983년 1월 4일: 시가총액식 도입으로 산업별 주가지수는 1975년까지, 부별주가지수와 자본금 규모별 주가지수는 1980년까지 소급 적용하여 발표

## 특징·기타

### 비중
코스피 종목에서 시가총액 기준 삼성전자의 비중은 10%대 후반에서 20%대 초반 사이를 오가고 있다. 2024년 4월 12일 기준 비중은 22.8%였으며, 그해 10월 23일 기준 비중은 16.42%였다. 2016년 9월 12일에는 이 비중이 16.38%였다. 코스피 상위 10대 기업 중 삼성전자를 제외한 9개 기업이 코스피에서 차지하는 비중 또한 20%대 수준이다.

### 코스피 200
코스피 200은 한국 주식시장을 대표하는 200개 종목으로 좁혀진다. 대상종목은 지수 조작 방지와 시장의 공정성 유지를 위해 선정 기준이 엄격하게 정해져 있으며 주식시장의 대표성을 고려한다.

## 상장 회사
2024년 8월 1일 기준, 유가증권시장의 상장 종목 수는 837개이다. 시가총액 기준 역대 상위 10개 종목은 다음과 같다.
| 순 | 1995년     | 2000년   | 2005년     | 2010년     | 2015년       | 2020년     |
| -- | ---------- | -------- | ---------- | ---------- | ------------ | ---------- |
| 1  | 한국전력   | 삼성전자 | 삼성전자   | 삼성전자   | 삼성전자     | 삼성전자   |
| 2  | 삼성전자   | SK텔레콤 | 국민은행   | 포스코     | 현대자차     | SK하이닉스 |
| 3  | 포항제철   | 한국통신 | 한국전력   | 현대자차   | 한국전력     | 삼성전자우 |
| 4  | 한국이통   | 한국전력 | 현대자차   | 현대중공업 | 삼성물산     | 엘지화학   |
| 5  | 대우중공업 | 포항제철 | 포스코     | 현대모비스 | 삼성전자우   | 삼성바이오 |
| 6  | 현대전자   | 국민은행 | 우리금융   | 엘지화학   | 아모레퍼시픽 | 셀트리온   |
| 7  | 데이콤     | 담배공사 | 하이닉스   | 신한지주   | 현대모비스   | 네이버     |
| 8  | 엘지반도체 | 외환은행 | 엘지필립스 | KB금융     | SK하이닉스   | 삼성SDI    |
| 9  | 엘지전자   | 기아자차 | SK텔레콤   | 삼성생명   | 삼성생명     | 현대자차   |
| 10 | 유0공      | 주택은행 | 신한지주   | 기아자차   | 엘지화학     | 카카오     |

## 역대 코스피 지수
| 연도 | 마감종가 | 등락률 (%) |
| ---- | -------- | ---------- |
| 1981 | 131.30   |            |
| 1982 | 128.99   | -1.76      |
| 1983 | 121.21   | -6.03      |
| 1984 | 142.46   | +17.53     |
| 1985 | 163.37   | +14.68     |
| 1986 | 272.61   | +66.87     |
| 1987 | 525.11   | +92.62     |
| 1988 | 907.20   | +72.76     |
| 1989 | 909.72   | +0.28      |
| 1990 | 696.11   | -23.48     |
| 1991 | 610.92   | -12.24     |
| 1992 | 678.44   | +11.05     |
| 1993 | 866.18   | +27.67     |
| 1994 | 1027.37  | +18.61     |
| 1995 | 882.94   | -14.06     |
| 1996 | 651.22   | -26.24     |
| 1997 | 376.31   | -42.21     |
| 1998 | 562.46   | +49.93     |
| 1999 | 1028.07  | +82.78     |
| 2000 | 504.62   | -50.92     |
| 2001 | 693.70   | +37.47     |
| 2002 | 627.55   | -9.54      |
| 2003 | 810.71   | +29.19     |
| 2004 | 895.92   | +10.51     |
| 2005 | 1379.37  | +53.96     |
| 2006 | 1434.46  | +3.99      |
| 2007 | 1897.13  | +32.25     |
| 2008 | 1124.47  | -40.73     |
| 2009 | 1682.77  | +49.65     |
| 2010 | 2051.00  | +21.88     |
| 2011 | 1825.74  | -10.98     |
| 2012 | 1997.05  | +9.38      |
| 2013 | 2011.34  | +0.72      |
| 2014 | 1915.59  | -4.76      |
| 2015 | 1961.31  | +2.39      |
| 2016 | 2026.46  | +3.32      |
| 2017 | 2467.49  | +21.76     |
| 2018 | 2041.04  | -17.28     |
| 2019 | 2197.67  | +7.67      |
| 2020 | 2873.47  | +30.75     |
| 2021 | 2977.65  | +3.63      |
| 2022 | 2236.40  | -24.89     |
| 2023 | 2655.28  | +18.73     |
| 2024 | 2399.49  | -9.63      |

## 관련 통계

### 최대 상승·하락률 기록
| 순위 | 날짜             | 종가     | 등락   | 등락  |
| 순위 | 날짜             | 종가     | 대비   | %     |
| 1    | 2008년 10월 30일 | 1,084.72 | 115.75 | 11.95 |
| 2    | 2020년 3월 24일  | 1,609.57 | 127.51 | 8.60  |
| 3    | 1998년 6월 17일  | 303.81   | 23.81  | 8.50  |
| 4    | 2000년 3월 2일   | 894.66   | 66.28  | 8.00  |
| 5    | 1998년 12월 10일 | 567.61   | 41.09  | 7.80  |

| 순위 | 날짜             | 종가     | 등락    | 등락   |
| 순위 | 날짜             | 종가     | 대비    | %      |
| 1    | 2001년 9월 12일  | 475.60   | -64.97  | -12.02 |
| 2    | 2000년 4월 17일  | 707.72   | -93.17  | -11.63 |
| 3    | 2008년 10월 24일 | 938.75   | -110.96 | -10.57 |
| 4    | 2008년 10월 16일 | 1,213.78 | -126.50 | -9.44  |
| 5    | 2007년 8월 16일  | 1,691.98 | -125.91 | -6.93  |

| 순위 | 날짜             | 종가     | 등락   | 등락  |
| 순위 | 날짜             | 종가     | 대비   | %     |
| 1    | 2025년 4월 10일  | 2,445.06 | 151.36 | 6.60  |
| 2    | 2023년 11월 6일  | 2,502.37 | 134.03 | 5.66  |
| 3    | 2020년 3월 24일  | 1,609.97 | 127.51 | 8.60  |
| 4    | 2021년 1월 8일   | 3,152.18 | 120.50 | 3.97  |
| 5    | 2008년 10월 30일 | 1,084.73 | 115.75 | 11.95 |

| 순위 | 날짜             | 종가     | 등락    | 등락  |
| 순위 | 날짜             | 종가     | 대비    | %     |
| 1    | 2024년 8월 5일   | 2,441.55 | -234.64 | -8.77 |
| 2    | 2025년 4월 7일   | 2,328.20 | -137.22 | -5.57 |
| 3    | 2020년 3월 19일  | 1,457.64 | -133.56 | -8.39 |
| 4    | 2008년 10월 16일 | 1,213.78 | -126.50 | -9.44 |
| 5    | 2025년 8월 1일   | 3,119.41 | -126.03 | -3.88 |

### 지수의 추이
100포인트마다 종가 기준 돌파일은 다음과 같다.
| 기준종가 | 최초돌파         | 당일종가 |
| -------- | ---------------- | -------- |
| 200      | 1986년 4월 1일   | 200.15   |
| 300      | 1987년 1월 21일  | 301.93   |
| 400      | 1987년 3월 31일  | 405.13   |
| 500      | 1987년 8월 19일  | 500.73   |
| 600      | 1988년 1월 26일  | 602.32   |
| 700      | 1988년 5월 24일  | 705.51   |
| 800      | 1988년 11월 24일 | 805.86   |
| 900      | 1988년 12월 12일 | 911.35   |
| 1,000    | 1989년 3월 31일  | 1,003.31 |
| 1,100    | 1994년 10월 14일 | 1,103.37 |
| 1,200    | 2005년 9월 26일  | 1,206.41 |
| 1,300    | 2005년 12월 1일  | 1,305.98 |
| 1,400    | 2006년 1월 4일   | 1,402.11 |
| 1,500    | 2007년 4월 9일   | 1,501.96 |
| 1,600    | 2007년 5월 11일  | 1,603.56 |
| 1,700    | 2007년 5월 31일  | 1,700.91 |
| 1,800    | 2007년 6월 18일  | 1,806.88 |
| 1,900    | 2007년 7월 12일  | 1,909.75 |
| 2,000    | 2007년 7월 25일  | 2,004.22 |
| 2,100    | 2011년 1월 14일  | 2,108.17 |
| 2,200    | 2011년 4월 25일  | 2,216.00 |
| 2,300    | 2017년 5월 22일  | 2,304.03 |
| 2,400    | 2017년 7월 13일  | 2,409.49 |
| 2,500    | 2017년 10월 30일 | 2,501.93 |
| 2,600    | 2018년 1월 23일  | 2,602.59 |
| 2,700    | 2020년 12월 4일  | 2,731.45 |
| 2,800    | 2020년 12월 24일 | 2,806.86 |
| 2,900    | 2021년 1월 4일   | 2,944.45 |
| 3,000    | 2021년 1월 7일   | 3,031.68 |
| 3,100    | 2021년 1월 8일   | 3,152.18 |
| 3,200    | 2021년 1월 25일  | 3,208.99 |
| 3,300    | 2021년 6월 25일  | 3,302.84 |

### 시가총액의 추이
| 날짜             | 총액 (원) | 비고              | 각주  |
| ---------------- | --------- | ----------------- | ----- |
| 2007년 07월 04일 | 910조     |                   |       |
| 2007년 11월 07일 | 1,019조   | 1,000조 첫 돌파일 |       |
| 2010년 09월 10일 | 996조     |                   |       |
| 2017년 10월 11일 | 1,601조   | 1,600조 첫 돌파일 | [ 4 ] |
| 2021년 10월 21일 | 2,183조   |                   |       |
| 2024년 12월 05일 | 1,999조   |                   | [ 5 ] |
| 2025년 07월 10일 | 2,604조   |                   | [ 6 ] |

## 같이 보기
- 코스닥 지수
- 코스피 100
- 코스피 200
- KRX 100
- KRX 300
- 넥스트레이드